# Rektorat Matki Bożej Nieustającej Pomocy w Nowych Litewnikach
Rektorat pw. Matki Bożej Nieustającej Pomocy w Nowych Litewnikach – rektorat rzymskokatolicki, należący do dekanatu Sarnaki, diecezji drohiczyńskiej, metropolii białostockiej. 